# San Marino Academy FSGC
A San Marino Academy női labdarúgócsapatát a San Marinó-i labdarúgó-szövetség 2004-ben hozta létre. Az olasz első osztályban szerepel.

## Klubtörténet
San Marinóban a 80-as–90-es években már voltak próbálkozások a női futball terén. A Dogana és az SS Cosmos csapatai ugyan indultak az olasz bajnokságban, azonban a játékosok többsége a közeli olasz klubokba távozott az évek folyamán. Hét évad után a játékosállomány bővítése az ország földrajzi és demográfiai kiterjedése végett komoly problémát vetett fel, melynek eredményeképpen mindkét klub megszüntette női szakosztályát.  
A 2000-es években a San Marinó-i labdarúgó-szövetség (FSGC) létrehozta női szektorát, melynek létszáma 2004-re már elérte a bajnoki regisztrációhoz szükséges feltételeket.
San Marino Giuoco Calcio néven 27 (többségében san marinó-i születésű) játékossal vágtak neki az Serie D küzdelmeinek. Az elkövetkezendő pár idényben megőrizték tagságukat, emellett pedig az utánpótlás nevelés is beindult az akadémián.
2007–08-ban sikerült első ízben a felsőbb osztályba verekedniük magukat, de a harmadosztály még túl nagy falatnak bizonyult és visszaestek a negyedik vonalba. 2009–10-ben a harmadik helyen végzett csapat első trófeáját szerzi meg a regionális kupán és a siker nagy változásokat eredményez a kék-fehéreknél, akik a következő évben újra kivívták a Serie C tagságot.
2015–16-ban négy szezon után jutottak fel a Serie B-be, ahol előbb hetedik, majd ötödik helyezést értek el. A 2017–18-as jó szereplés ellenére azonban a másodosztály átszervezése miatt a harmadosztályba került vissza a csapat.
A harmadik vonalban nagy fölénnyel végeztek csoportjuk élén és újra lehetőséget kaptak a Serie B-ben. A rövid 2019–20-as szezonban a liga második legjobb átlag pontszámmal rendelkező csapataként jutottak az első osztályba.

## Sikerlista
- Olasz harmadosztályú bajnok (1): 2018–19

## Játékoskeret
2021. január 24-től
| #  |     | Poszt | Név                    |
| -- | --- | ----- | ---------------------- |
| 1  | ITA | K     | Margherita Salvi       |
| 12 | ITA | K     | Gloria Ciccioli        |
| 24 | ITA | K     | Francesca Montanari    |
|    | ITA | K     | Giulia Zaghini         |
| 3  | ITA | V     | Giulia Montalti        |
| 4  | ITA | V     | Melissa Nozzi          |
| 5  | ITA | V     | Aurora De Sanctis      |
| 6  | ITA | V     | Nicole Micciarelli     |
| 15 | ITA | V     | Alessia Venturini      |
| 18 | ITA | V     | Francesca Larocca      |
| 20 | ITA | V     | Martina Piazza         |
| 99 | ITA | V     | Alessandra Piergallini |
| 8  | ITA | KP    | Ilenia Rossi           |
| 14 | ITA | KP    | Viola Brambilla        |
| 21 | ITA | KP    | Azzurra Corazzi        |
| 22 | ITA | KP    | Maria Musolino         |
| 23 | ITA | KP    | Nausica Costantini     |

| #  |     | Poszt | Név                |
| -- | --- | ----- | ------------------ |
| 25 | ITA | KP    | Beatrice Bonora    |
| 26 | ENG | V     | Millie Chandarana  |
| 27 | JPN | KP    | Kuniszava Sino     |
| 28 | SMR | KP    | Eleonora Cecchini  |
| 30 | ITA | KP    | Swami Giuliani     |
| 44 | ITA | KP    | Sofia Pirini       |
|    | ITA | KP    | Ylenia Deidda      |
| 7  | ITA | CS    | Giulia Baldini     |
| 9  | SMR | CS    | Yesica Menin       |
| 10 | ITA | CS    | Fabiana Vecchione  |
| 11 | ITA | CS    | Alison Rigaglia    |
| 16 | ENG | CS    | Karin Muya         |
| 18 | SVN | CS    | Nika Babnik        |
| 19 | ITA | CS    | Greta Di Luzio     |
| 45 | ITA | CS    | Raffaella Barbieri |
| 92 | ITA | CS    | Serena Landa       |